# Вімієйру (Брага)
Вімієйру (порт. Vimieiro; МФА: [vɨ.mi.ˈɐj.ɾu]) — парафія в Португалії, у муніципалітеті Брага. Розташована в північно-західній частині країни, на теренах історичної португальської провінції Дору-Міню. Входить до складу округу Брага. За адміністративним поділом, чинним до 1976 року, терени парафії були складовою провінції Міню. Належить до Бразької архідіоцезії Католицької церкви. Патрон — свята Анна. Площа — 2,8735 км². Населення — 1233 ос. (2011). Сильно урбанізований регіон. Густота населення — 429,09 осіб/км²
. Код — 030361.

## Населення
| Кількість мешканців | Кількість мешканців | Кількість мешканців | Кількість мешканців | Кількість мешканців | Кількість мешканців | Кількість мешканців | Кількість мешканців | Кількість мешканців | Кількість мешканців | Кількість мешканців | Кількість мешканців | Кількість мешканців | Кількість мешканців | Кількість мешканців |
| ------------------- | ------------------- | ------------------- | ------------------- | ------------------- | ------------------- | ------------------- | ------------------- | ------------------- | ------------------- | ------------------- | ------------------- | ------------------- | ------------------- | ------------------- |
| 1864                | 1878                | 1890                | 1900                | 1911                | 1920                | 1930                | 1940                | 1950                | 1960                | 1970                | 1981                | 1991                | 2001                | 2011                |
| 410                 | 332                 | 358                 | 385                 | 438                 | 429                 | 406                 | 508                 | 663                 | 663                 | 706                 | 853                 | 1 052               | 1 131               | 1 233               |